# ينس فويجت
ينس فويجت (بالألمانية: Jens Voigt)‏ مواليد 17 سبتمبر 1971 في ألمانيا الشرقية، هو دراج ألماني في صنف سباق الدراجات على الطريق. شارك في دورة الألعاب الأولمبية الصيفية.

## سجل النتائج

### سباقات أو مراحل فاز بها
| التاريخ        | السباق                             | المركز                                                                 |
| -------------- | ---------------------------------- | ---------------------------------------------------------------------- |
| 01 يناير 1992  | 1992 Tour de Guadeloupe            |                                                                        |
| 15 مايو 1994   | 1994 سباق السلام                   |                                                                        |
| 26 يونيو 1995  | 1995 Tour de Normandie             |                                                                        |
| 24 فبراير 1997 | طواف لانكاوي 1997                  |                                                                        |
| 18 مايو 1997   | 1997 سباق السلام                   |                                                                        |
| 14 أبريل 1998  | باريس-كاممبير 1998                 | الرابع في التصنيف العام                                                |
| 06 يونيو 1998  | Classique des Alpes 1998           | الثامن في التصنيف العام                                                |
| 20 سبتمبر 1998 | جراند بريكس دي إسبيرجوس 1998       | الرابع في التصنيف العام                                                |
| 27 سبتمبر 1998 | Polymultipliée de l'Hautil 1998    | الثاني في التصنيف العام                                                |
| 01 يناير 1999  | Critérium International 1999       |                                                                        |
| 02 فبراير 1999 | سباق جائزة لا مارسيليس الكبرى 1999 |                                                                        |
| 07 فبراير 1999 | نجم بسجس 1999                      |                                                                        |
| 10 أبريل 1999  | سباق حلبة دي لا سارث 1999          |                                                                        |
| 12 سبتمبر 1999 | طواف بولندا 1999                   |                                                                        |
| 26 سبتمبر 1999 | 1999 Duo Normand                   |                                                                        |
| 19 مارس 2000   | شوليه باي دي لوار 2000             | الأول في التصنيف العام                                                 |
| 07 أبريل 2000  | سباق حلبة دي لا سارث 2000          |                                                                        |
| 21 مايو 2000   | طواف بايرن 2000                    |                                                                        |
| 01 يناير 2001  | Critérium International 2001       |                                                                        |
| 27 مايو 2001   | طواف بايرن 2001                    |                                                                        |
| 26 يونيو 2001  | روتي دو سود 2001                   |                                                                        |
| 31 أغسطس 2001  | تور دو بويتو-شارنتيس 2001          |                                                                        |
| 09 سبتمبر 2001 | طواف بولندا 2001                   |                                                                        |
| 22 سبتمبر 2001 | جراند بريكس دي نيشنز 2001          | الأول في التصنيف العام                                                 |
| 23 سبتمبر 2001 | 2001 Duo Normand                   |                                                                        |
| 26 مايو 2002   | طواف بايرن 2001                    |                                                                        |
| 01 يناير 2003  | Critérium International 2003       |                                                                        |
| 30 أغسطس 2003  | تور دو بويتو-شارنتيس 2003          |                                                                        |
| 02 أكتوبر 2003 | باريس بورج 2003                    | الأول في التصنيف العام                                                 |
| 01 يناير 2004  | Critérium International 2004       |                                                                        |
| 15 فبراير 2004 | 2004 تور ميديترانين                |                                                                        |
| 09 أبريل 2004  | طواف إقليم الباسك 2004             | الأول في تصنيف الجبال                                                  |
| 11 أبريل 2004  | كلاسيكا بريمافيرا 2004             |                                                                        |
| 25 أبريل 2004  | 2004 Tour de Georgia               |                                                                        |
| 23 مايو 2004   | طواف بايرن 2004                    |                                                                        |
| 06 يونيو 2004  | فولتا أليمانيا 2004                |                                                                        |
| 08 أغسطس 2004  | طواف الدنمارك 2004                 |                                                                        |
| 13 فبراير 2005 | 2005 تور ميديترانين                |                                                                        |
| 13 مارس 2005   | باريس-نايس 2005                    | الأول في تصنيف النقاط، الرابع في التصنيف العام                         |
| 01 يناير 2006  | 2006 Sparkassen Giro Bochum        |                                                                        |
| 09 أغسطس 2006  | دويتشلاند تور 2006                 | الأول في التصنيف العام، الثاني في تصنيف النقاط، الثالث في تصنيف الجبال |
| 01 يناير 2007  | طواف لايغويليا 2007                |                                                                        |
| 03 يونيو 2007  | طواف بايرن 2007                    |                                                                        |
| 18 أغسطس 2007  | دويتشلاند تور 2007                 |                                                                        |
| 23 سبتمبر 2007 | Hessen Rundfahrt 2007              |                                                                        |
| 01 يناير 2008  | طواف لايغويليا 2008                |                                                                        |
| 20 سبتمبر 2008 | طواف بولندا 2008                   | الأول في التصنيف العام                                                 |
| 01 يناير 2009  | طواف لايغويليا 2009                |                                                                        |
| 27 أغسطس 2012  | يو إس إيه برو تشالنج 2012          | الأول في تصنيف الجبال                                                  |

## روابط خارجية
- ينس فويجت على موقع الاتحاد الدولي للدراجات (الإنجليزية)
- ينس فويجت على موقع أرشيف الدراجات (الإنجليزية)
- ينس فويجت على موقع إحصائيات الدراجات الإحترافية (الإنجليزية)
- ينس فويجت على موقع نسبة الدراجات (الإنجليزية)
- ينس فويجت على موقع CycleBase (الإنجليزية)
- ينس فويجت على موقع أوليمبيديا (الإنجليزية)